# Tula
Tula (rusko Тула) je največje in glavno mesto Tulske oblasti v Rusiji, 193 km južno od Moskve. Tula leži na Srednjeruskem višavju, na bregovih reke Upe, pritoka reke Oke. Leta 2010 je imela Tula 501.169 prebivalcev.
Tula je predvsem industrijsko mesto, zgodovinsko pa je bila utrdba na meji z Rjazansko kneževino. V obdobju težav je mesto zasedel Ivan Isajevič Bolotnikov in vzdržal štirimesenčo obleganje s strani carske vojske. Tula je bila zgodovinsko pomembno središče za proizvajanje orožja. Prvo tovarno orožja v Rusiji je zgradila družina Demidovi v Tuli in še vedno deluje kot Tulska tovarna orožja.
V Tuli je vojaško letališče Klokovo, Tulska državna univerza, Tulski kremelj, Tulski državni muzej orožja in Kazansko obrežje. Mesto je zgodovinsko povezano s samovarjem, saj je bilo pomemben center njihove proizvodnje. Jasnaja Poljana, nekdanji dom pisatelja Leva Nikolajeviča Tolstoja je 12 km jugozahodno od Tule. Poleg tega je Tula znana po odtisnjenih medenih piškotih prjanikih, ki so proizvajani v Tuli od 17. stoletja.

## Ime
Ime je najverjetneje predruskega, mogoče baltskega izvora.

## Zgodovina
Tula je prvič omenjena v Nikonovi kroniki leta 1146.
V srednjem veku je bila Tula manjša trdnjava na meji z Rjazansko kneževino. Ko je prešla pod Moskovsko veliko kneževino, je bila v letih 1514–1521 zgrajena opečnata trdnjava. To je bila ključna trdnjava v Velikem obrambnem pasu in leta 1552 se je uspešno upirala obleganju Tatarov. Leta 1607 je Ivan Isajevič Bolotnikov s privrženci zasedel trdnjavo in vzdržal štirimesečno obleganje s strani carske vojske. V 18. stoletju so bili nekateri deli kremlja porušeni. Kljub arhaičnemu videzu je bila katedrala Vnebovzetja s petimi kupolami v kremlju zgrajena šele leta 1764.
Leta 1712 je Tulo obiskal Peter Veliki in naročil Demidovim kovačem naj zgradijo prvo tovarno orožja v Rusiji. Nekaj desetletij pozneje so Demidovi Tulo spremenili v največji železarski center vzhodne Evrope. Leta 1724 so Demidovi odprli muzej orožja, ki je najstarejši muzej v Tuli, družinska grobnica pa je v Nikolo-Zaretski cerkvi. V 18. stoletju je bila v Tuli odprta prva tovarna, ki je proizvajala samovarje.
Med drugo svetovno vojno je bilo mesto pomembno za proizvodnjo orožja. Tula je postala cilj nemške ofenzive z namenom zlomiti sovjetsko obrambo na območju Moskve med 24. oktobrom in 5. decembrom 1941. Močno utrjeno mesto je vzdržalo in Guderianova 2. tankovska armada je bila ustavljena blizu Tule. Mesto je obranilo južni bok med bitko za Moskvo in sledečo protiofenzivo. Tula je bila leta 1976 odlikovana z nazivom mesto-heroj.

## Kultura
Tulska harmonika se imenuje po Tuli, ki je svetovni center proizvodnje harmonik. Tula je tudi znana po medenih piškotih, tulskih prjanikih. Na Zahodu je Tula najbolj znana kot center orožarske industrije in center proizvodnje samovarjev.
Najbolj priljubljena turistična točka v Tulski oblasti je Jasnaja Poljana, dom in kraj pokopa Leva Nikolajeviča Tolstoja. Posestvo je od Tule oddaljeno 12 km. Na njem je Tolstoj napisal romana Vojna in mir in Ana Karenina.